# 조경 (고려)
조경(趙卿, ? ~ 1174년)은 조위총의 난의 주역인 병부상서 겸 서경유수였던 조위총(趙位寵)의 아들이다. 1174년 10월 장군 우위선(禹爲善)과 함께 이의방의 군대에 의해 생포되어 죽임을 당하고 그의 머리는 서울(개경)로 보내졌다.

## 가계
- 아버지 : 조위총(趙位寵, ? ~ 1176)

## 조경이 등장한 작품
- 《무인시대》 KBS, (2003년~2004년) 배우 : 백승우

## 같이 보기
- 조위총의 난

## 참고 문헌
- 동국통감